# اکوزولو، کالسیک
اکوزولو، کالسیک (به لاتین: Akkuzulu, Kalecik) یک منطقهٔ مسکونی در ترکیه است که در استان آنکارا واقع شده‌است.